# 特蕾西·考尔金斯
特蕾西·考尔金斯（英語：Tracy Caulkins，1963年1月11日—），美国女子游泳运动员。她曾代表美国参加1984年夏季奥林匹克运动会游泳比赛，获得女子200米个人混合泳、女子400米个人混合泳和女子4×100米混合泳接力金牌。